# Paroli (Onlinemagazin)
Paroli ist ein unabhängiges österreichisches Onlinemagazin, das seit 2012 vornehmlich über nationale und internationale Politik, Kultur, Medien, Gesellschaft und Sport berichtet. Es wurde im selben Jahr vom Österreichischen Journalisten Club (ÖJC) mit dem „New Media Journalism Award“ ausgezeichnet. Paroli ist nicht fremdfinanziert und betont seine finanzielle Unabhängigkeit.

## Berichterstattung und Zielgruppe
Das Magazin richtet sich in erster Linie an junge Erwachsene und deren Interessen und Lebensumstände. Das Impressum nennt als Zielgruppe jene jungen Leser,

„die sich für das Leben, für sich und andere, für Mainstream und Nischen, für den Beruf und das Ausgehen, für Politik und das eigene Ego, für die Um- und Mitwelt, für Geschehnisse jenseits der eigenen Erlebniswelt, für Wirtschaft und das eigene Auskommen, für Kultur und Entgleisungen aller Art, für Dich und für mich interessieren. paroli richtet sich an online-affine Menschen, die sich täglich im Social Web bewegen und mit interaktiven Tools umgehen können.“

## Rubriken
Paroli verfügt im Gegensatz zu den meisten anderen Onlinemedien kaum über eine klassische journalistische Genreeinteilung. Es ist in Rubriken eingeteilt, die sich, mit Ausnahme der Kultursparte „Kunststück“ weniger am Inhalt, als mehr an der journalistischen Aufarbeitung der Texte orientieren. In „Rufzeichen“ werden etwa Kommentare, in „Dargestellt“ Reportagen und in „Aus den Augen“ Nischenthemen mit Vergangenheitsbezug veröffentlicht. Die Rubriken „Maeptext“ und „Infografik“ nutzen schließlich die Vorteile des Onlinejournalismus, um geographisch verlinkte Texte und digital aufbereitete Daten zu publizieren.

## Blattlinie
Paroli sieht sich in seiner Berichterstattung als politisch unabhängig an, greift aber mit dem Mittel der Kampagne auch in gesellschaftspolitische Diskussionen ein. So wurde ein offener Brief mit der Möglichkeit zur Abgabe von Unterstützungserklärungen veröffentlicht, der die zum Teil prekären Arbeitsverhältnisse junger Journalisten kritisierte.